# Медаль «За выдающуюся службу» (Армия США)
Медаль Армии США «За выдающуюся службу» (англ. Army Distinguished Service Medal) — персональная военная награда Армии США, вторая по старшинству награда Армии США. Награда входит в занимающую третье место в общей системе старшинства военных наград США группу эквивалентых наград — медалей «За выдающуюся службу» Министерства обороны США и видов Вооружённых сил.
Медалью «За выдающуюся службу» награждаются лица, проходящие службу в Армии США в любой должности, чья служба во время выполнения обязанностей, связанных с высокой ответственностью, была оценена как выдающаяся.

## История награды
Награда учреждена распоряжением Президента США от 2 января 1918 г.. В приказе Военного министерства № 6 от 12 января 1918 г. был изложен статут новой награды «для военнослужащих, чья служба во время выполнения обязанностей правительственной службы, связанных с высокой ответственностью, была оценена как выдающаяся». Актом Конгресса США от 9 июля 1918 г. награда была окончательно формализована.
Статут награды предполагал, что награждение медалью «За выдающуюся службу» может быть произведено лишь за выдающиеся деяния, совершенные после вступления Соединённых Штатов в Первую мировую войну, то есть начиная с 6 апреля 1917 г. (по состоянию на 7 апреля 1923 г. медалью «За выдающуюся службу» было награждено 1881 участников Первой мировой войны), но на практике награды получали участники индейских войн и кампаний 1871—1917 гг.
Всего к 1975 г. было произведено около 5000 награждений. Шесть офицеров были награждены пятикратно (это наибольшее число повторных награждений армейской медалью «За выдающуюся службу»): Крейтон Абрамс, Уильям Депуй (англ. William E. DePuy), Дуайт Эйзенхауэр, Дуглас Макартур, Джозеф Макнарни и Брюс Палмер (англ. Bruce Palmer, Jr.)
Медаль «За выдающуюся службу» часто называют «наградой для генералов и полковников». Действительно, из 3848 награждений военнослужащих Армии, произведённых к 1975 г., 3192 награждения (83 %) приходится на высших офицеров в звании от генерала армии до полковника. Это связано с тем, что именно служба высших и старших офицеров чаще всего подразумевает «выполнение обязанностей, связанных с высокой ответственностью», оговоренных в статуте награды.

## Критерии награждения
Награждение медалью Армии США «За выдающуюся службу» производится от имени Президента США. Решение о награждении утверждается в мирное время начальником штаба Армии США, во время войны — государственным секретарём Армии США.
Медалью «За выдающуюся службу» награждаются лица, проходящие службу в Армии США в любой должности, чья служба во время выполнения обязанностей, связанных с высокой ответственностью, была оценена как выдающаяся. Лишь выдающееся выполнение особых задач может быть отмечено наградой, выдающееся выполнение рядовых, ординарных обязанностей само по себе не может служить основанием для награждения медалью «За выдающуюся службу».
Для службы не связанной с боевыми действиями, понятие «обязанности, связанные с высокой ответственностью» толкуется у́же, чем в случае службы в военное время: в мирное время должны быть явно и безусловно продемонстрированы значительные достижения.
Лица, проходящие службу в иных видах Вооружённых сил США, могут быть награждены армейской медалью «За выдающуюся службу» только в военное время, в этом случае требуется особое одобрение награждения со стороны Президента США. Во время войны военнослужащие иностранных государств, гражданские лица, в том числе иностранцы, также могут награждаться медалью Армии США «За выдающуюся службу» .

## Описание награды
Армейская медаль «За выдающуюся службу» представляет собой золотое рельефное изображение государственного герба США в центре тёмно-синего (англ. Dark Blue) эмалевого кольца с выполненной золотыми буквами вдоль окружности надписью «ЗА ВЫДАЮЩУЮСЯ СЛУЖБУ 1918» (англ. FOR DISTINGUISHED SERVICE MCMXVIII). Диаметр медали — 1 1/2 дюйма (около 38 мм).

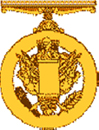
Реверс медали «За выдающуюся службу».

На реверсе награды, в центре — свиток поверх знамён и оружия, предназначенный для гравировки имени награждаемого военнослужащего.
При помощи фигурной планки медаль соединяется с прямоугольной колодкой, обтянутой лентой награды.
Ширина ленты награды — 1 3/8 дюйма (35 мм). На ленте награды пять полос, расположенных симметрично относительно центральной оси, слева направо: пурпурная (англ. Scarlet) шириной 5/16 дюйма (около 8 мм), синяя ультрамариновая (англ. Ultramarine Blue) шириной 1/16 дюйма (1,6 мм), центральная белая (англ. White) полоса шириной 5/8 дюйма (15,8 мм). Затем полосы повторяются в обратном порядке: синяя ультрамариновая (1/16 дюйма), пурпурная (5/16 дюйма).
При повторных награждениях знак награды не вручается, повторные награждения медалью «За выдающуюся службу» обозначаются дополнительным знаком — Дубовыми листьями (англ. Oak Leaf Cluster), бронзовыми или серебряными . Второе награждение обозначается одним бронзовым знаком, носимым на колодке медали или на планке награды, третье награждение — двумя бронзовыми знаками Дубовые листья (первое награждение обозначается самой медалью или планкой награды).
Подробнее об обозначении повторных награждений Дубовыми листьями см: Дубовые листья: дополнительный знак награды

### Порядок ношения
Медаль «За выдающуюся службу» является второй по старшинству наградой Армии США и высшей небоевой армейской наградой. Награда входит в группу эквивалентых наград — медалей «За выдающуюся службу» Министерства обороны США и видов Вооружённых сил. Эта группа наград занимает третье место в общей системе старшинства военных наград США, однако медаль Министерства обороны «За выдающуюся службу» является старшей наградой группы во всех видах Вооружённых сил.
Военнослужащими Армии США армейская медаль «За выдающуюся службу», как и прочие медали, носится на левой стороне груди Планка с лентой награды военнослужащими Армии США носится на левой стороне груди после планки медали Министерства обороны «За выдающуюся службу». Эквивалентные награды — медали «За выдающуюся службу» (или планки медалей) других видов Вооружённых сил при их наличии носятся в Армии после армейской медали «За выдающуюся службу».
Военнослужащие иных видов Вооруженных сил носят армейскую медаль «За выдающуюся службу» после эквивалентных медалей «За выдающуюся службу» вида Вооружённых сил, к которому относится военнослужащий (см. таблицу ниже).
|                                                | Порядок старшинства в видах Вооружённых сил США        |                                                        |                                                        |                                                        | |
| Армия                                          | Военно-воздушные силы                                  | Военно-морские силы                                    | Корпус морской пехоты                                  | Береговая охрана                                       | |
| Старшая награда                                | Медаль Министерства обороны США «За выдающуюся службу» | Медаль Министерства обороны США «За выдающуюся службу» | Медаль Министерства обороны США «За выдающуюся службу» | Медаль Министерства обороны США «За выдающуюся службу» | Медаль Министерства обороны США «За выдающуюся службу»                                                      |
|                                                | Медаль Армии США «За выдающуюся службу»                | Медаль ВВС США «За выдающуюся службу»                  | Военно-морская медаль «За выдающуюся службу»           | Военно-морская медаль «За выдающуюся службу»           | Медаль Береговой охраны «За выдающуюся службу»                                                              |
| Военно-морская медаль «За выдающуюся службу»   | Медаль Армии США «За выдающуюся службу»                | Медаль Армии США «За выдающуюся службу»                | Медаль Армии США «За выдающуюся службу»                | Военно-морская медаль «За выдающуюся службу»           | |
| Медаль ВВС США «За выдающуюся службу»          | Военно-морская медаль «За выдающуюся службу»           | Медаль ВВС США «За выдающуюся службу»                  | Медаль ВВС США «За выдающуюся службу»                  | Медаль Армии США «За выдающуюся службу»                | |
| Медаль Береговой охраны «За выдающуюся службу» | Медаль Береговой охраны «За выдающуюся службу»         | Медаль Береговой охраны «За выдающуюся службу»         | Медаль Береговой охраны «За выдающуюся службу»         | Медаль ВВС США «За выдающуюся службу»                  | |
| Младшая награда                                | Серебряная звезда                                      | Серебряная звезда                                      | Серебряная звезда                                      | Серебряная звезда                                      | Медаль защитника — награда Министерства транспорта США) (англ. Department of Transportation Guardian Medal) |

Подробнее о порядке ношения военных наград США см.: Военные награды США. Подробнее о системе старшинства американских военных наград см.: Порядок старшинства военных наград США

## Награждённые медалью «За выдающуюся службу»
Основная категория: Награждённые медалью «За выдающуюся службу»

### ГражданеСССР, награждённые медалью «выдающуюся службу»
Всего награждено 20 человек:
- полковник И.З. Захаров
- полковник Н.П. Николаев
- подполковник В.П. Карпов
- подполковник С.Т. Потемкин
- гв. майор А.В. Чирков
- майор Н.С. Кошелевич
- майор К.Г. Ульянцев
- гв. капитан В.В. Козубский
- капитан М.М. Крылов
- капитан Д.В. Николаев
- капитан А.И. Покрышкин
- старший лейтенант В.П. Грошев
- подполковник Г.К. Мадоян
- лейтенант В.С. Максимов
- младший лейтенант Н.В. Архангельский
- младший лейтенант А. Каристе
- гв. старшина З. Хуснуддинов
- старший сержант Ф.К. Москаленко
- старший сержант В.О. Поляков
- старший сержант Х. Хужматов